# Cinema che follia!
 Cinema che follia! è stato un programma televisivo italiano di genere varietà comico, condotto da  Christian De Sica, Daniele Formica, Iris Peynado, Sergio Rubini, Massimo Wertmüller, Maurizio Micheli e Rodolfo Laganà, trasmesso da Rai Due nel 1988, a partire dal 21 febbraio fino al 17 aprile, ogni domenica sera alle 20:30 per 9 puntate, più una fuoriserie intitolata Speciale Cinema che follia, andata in onda il 29 aprile dello stesso anno.

## Il programma
Si trattava di un varietà incentrato sulle parodie cinematografiche, dove gli attori del cast si producevano in gag comiche e sketch dedicati ai vari generi cinematografici: dal western al musical, dal poliziesco alla commedia.
La trasmissione alternava scenette comiche a balletti interpretati da Alessandra Martines. Occasionalmente Gigi Proietti è stato ospite del programma, seppure non sia accreditato nel cast ufficiale.

### Accoglienza
Il programma fu interrotto dopo nove puntate, a fronte delle dodici già registrate, a causa dei bassi indici d'ascolto. Gran parte della critica attribuì l'insuccesso allo stile ormai datato della trasmissione, diretta da Antonello Falqui, regista emblema dell'epoca d'oro del varietà italiano.